# Bruno Šundov
Bruno Šundov, né le 10 février 1980 à Split dans la République socialiste de Croatie, est un joueur croate de basket-ball évoluant au poste de pivot. Il mesure 2,21 m pour 122 kg.

## Carrière
Bruno Šundov est sélectionné par les Mavericks de Dallas au 35e rang lors de la draft 1998, à l'âge de 18 ans. Il porte alors le maillot de nombreuses équipes durant quelques saisons : les Mavericks (1998–2000), les Pacers de l'Indiana (2000–2002), les Celtics de Boston (2002–2003), les Cavaliers de Cleveland (2003–2004) et les Knicks de New York (janvier 2004 et 2004–2005). Ses moyennes sont de 1,7 points et 1 rebond par match en NBA.
Šundov joue quelques mois avec le Maccabi Tel-Aviv, remportant l'euroligue 2003-2004. Après son départ de la NBA, il joue avec de nombreuses équipes européennes, en Espagne, en Belgique, à Chypre, en Russie, en Grèce, en Croatie, en Lettonie.
En février 2008, Šundov signe un contrat avec le Grupo Begar León, qui est relégué en fin de saison. En septembre 2008, il rejoint l'ASK Riga en ligue baltique, puis plus tard dans la saison, le Cibona Zagreb en ligue adriatique,. Il termine la saison avec le Club Menorca Basquet, avant de rejoindre Donetsk. Lorsque cette dernière équipe fait faillite en 2010, Sundov part à Kavala en Grèce.
En septembre 2010, il signe un contrat d'un mois avec Valence en Liga ACB.

### Équipe nationale
Bruno Šundov remporte le championnat d'Europe des 18 ans et moins 1998. En 2001, il gagne la médaille d'argent au Championnat du monde de basket-ball masculin des 21 ans et moins.